# Pondolandia
Pondolandia (en inglés: Pondoland) es una región natural en las costas sudafricanas del océano Índico. Se encuentra en el cinturón costero de la provincia de Cabo Oriental. Su territorio es el antiguo reino Pondo y la región tradicional del pueblo Pondo, uno de los grupos étnicos xhosa.

## Geografía
Pondolandia se extiende entre el río Mthatha, cuya desembocadura es su punto más al sur, y el río Mtamvuna en el norte a lo largo de una franja costera que tiene un máximo de 50 km de ancho. El río Mzimvubu divide Pondolandia en una región oriental y occidental.
Es una zona montañosa cuya vegetación principal consiste en espinas, pastizales y bosques subtropicales de hoja perenne en los valles húmedos costeros.

## Historia

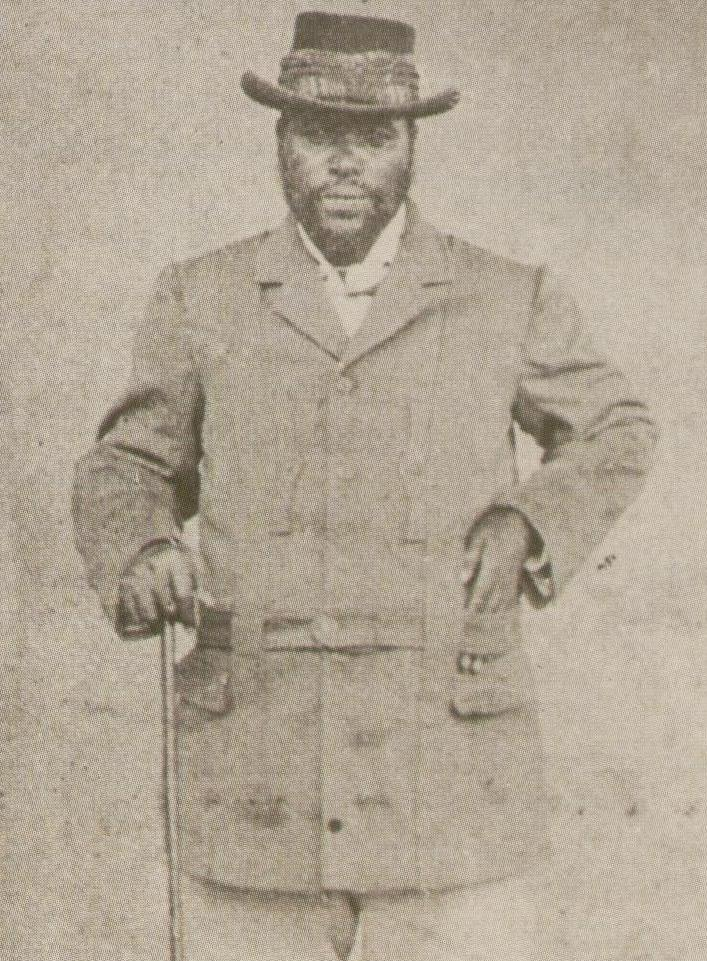
Jefe Sigcau.

Los pueblos san y khoikhoi habitaban la región desde la antigüedad en grupos nómadas dispersos. Alrededor del año 500 d. C., los mpondos se asentaron en el área, ya que los pastizales de montaña eran un buen recurso para la cría de ganado. Geográficamente, Mpondolandia era un área remota, no muy afectada por los acontecimientos ocurridos en el resto de Sudáfrica. Durante el periodo de navegación europea hacia el océano Índico, los barcos portugueses así como los de otros imperios coloniales encallaron en diferentes lugares de la costa de Mpondolandia. Algunos de los náufragos se quedaron en Mpondolandia y luego fueron absorbidos por las comunidades mpondo. El clan mpondo de abeLungu se remonta a una niña inglesa náufraga llamada Bessie, quien se casó con el hijo del jefe mpondo Matayi de los amaTshomane.
En 1820, el rey pondo Faku concedió permiso a los wesleyanos para establecer una misión dentro de su territorio. Unas décadas más tarde, algunos colonos alemanes llegaron a Pondolandia y, en 1885, el teniente alemán Emil Nagel intentó establecer un protectorado alemán, un esfuerzo que no tuvo éxito. En 1886, los británicos segregaron Xesibelandia, tradicionalmente parte del reino de Pondo, y la gente pondo resistió el movimiento invadiendo el territorio, quemando kraals y causando desorden. La segregación de Xesibelandia fue un primer paso antes de su anexión a la colonia del Cabo a fines del mismo año. Finalmente, Pondolandia también se convirtió en un protectorado británico y en 1894 los pondos se vieron obligados a aceptar la anexión de su propia región a la colonia del Cabo.
La implementación de la legislación del apartheid en la forma de la "Ley de Autoridades Bantú" de 1951 condujo a la revuelta pondo en 1960. Después de la sofocación de la revuelta, Pondolandia se convirtió en parte de la patria Transkei en 1963, que a su vez se convirtió en un bantustán nominalmente independiente en 1976. Finalmente, la región, junto con las otras áreas que formaban parte de Transkei, se reincorporó a Sudáfrica en 1994.
En tiempos recientes, el nombre tradicional de esta región del pueblo pondo está siendo revivido por el punto de biodiversidad de Maputalandia-Pondolandia-Albania, los matorrales de Maputalandia-Pondolandia, una de las ecorregiones de Sudáfrica, y por el centro de endemismo de Pondolandia. También se encuentra en trabajos científicos, así como en el nombramiento de especies, como la palma de Pondolandia (Jubaeopsis caffra), el arbusto fantasma de Pondolandia (Raspalia trigyna), el conebush de Pondolandia (Leucadendron pondoense), la viuda de Pondolandia (Dira oxylus) y el caracol caníbal de Pondolandia (Natalina beyrichi).